# Vương tôn nữ Alexandra, Nữ Công tước thứ 2 xứ Fife
Alexandra Duff, Nữ Công tước thứ 2 xứ Fife,  (17 tháng 5 năm 1891 – 26 tháng 2 năm 1959), tên khai sinh là Công nữ Alexandra Duff, sau là Vương tôn nữ Alexandra và được gọi là Vương tôn phi Arthur xứ Connaught sau khi kết hôn, là cháu lớn nhất còn sống của Edward VII của Anh. Alexandra và em gái Maud chính là hậu duệ dòng nữ duy nhất của quân chủ Liên hiệp Anh được ban tước hiệu Vương tôn nữ (Princess) và kính xưng Điện hạ (Highness).

## Dòng dõi và thời thơ ấu

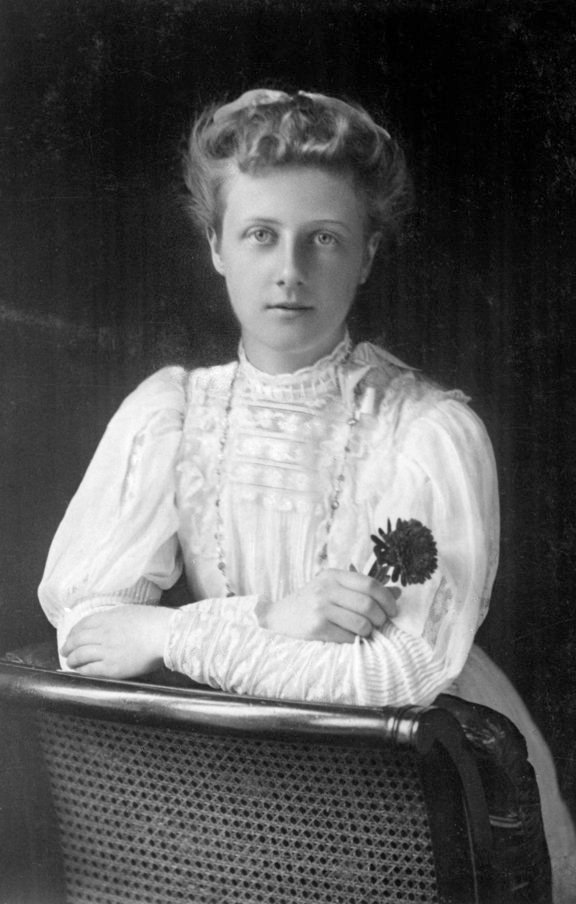
Vương tôn nữ Alexandra

Cha của Alexandra là Alexander Duff, Công tước thứ 1 xứ Fife. Kế vị cha mình với tư cách là Bá tước Fife thứ 6, ông được phong làm Công tước xứ Fife và Hầu tước xứ Macduff trong Đẳng cấp quý tộc của Vương quốc Liên hiệp Anh thông qua cuộc hôn nhân năm 1889 với Vương tôn nữ Louise xứ Wales, trưởng nữ của quốc vương Edward VII tương lai. Vương tôn nữ Louise theo đó trở thành Công tước phu nhân xứ Fife, và kế vị với tư cách là người đứng đầu nhiều Nam tước phong kiến Scotland, bao gồm cả MacDuff, được đặt theo tên của James Duff, Bá tước thứ 2 xứ Fife.
Alexandra được sinh ra tại East Sheen Lodge, Richmond vào ngày 17 tháng 5 năm 1891. Sau sự ra đời của Maud, em gái của Alexandra vào năm 1893, cha mẹ của Alexandra không còn sinh thêm người con nào nữa và lãnh địa công tước cũng như Hầu tước xứ Fife có nguy cơ không có người kế vị vì chỉ có nam duệ mới có thể kế vị. Ngày 24 tháng 4 năm 1900, Nữ vương Victoria đã phong tặng cho Alexander Duff lãnh địa công tước xứ Fife thứ 2, cùng với tước vị Bá tước xứ Macduff, và quy định đặc biệt rằng hai tước hiệu này, nếu như Alexander và vợ là Louise xứ Wales không có con trai, sẽ được trao cho Alexandra và Maud, theo thứ tự ra đời cũng như cho nam duệ của hai chị em. Sau khi cha qua đời vào năm 1912, Alexandra đã trở thành Nữ Công tước thứ 2 xứ Fife.
Là hậu duệ dòng nữ của quân chủ Anh, Alexandra vốn không được hưởng tước hiệu "Vương nữ", cũng như kính xưng Vương thân Điện hạ. Thay vào đó, là con gái của một Công tước, Alexandra được gọi là Công nữ Alexandra Duff mặc dù đứng ở vị trí thứ năm trong danh sách kế vị ngai vàng Anh khi ra đời. Alexandra và em gái là những người duy nhất trong số các Vương nữ Anh là hậu duệ của cả William IV (thông qua tình nhân là Dorothea Bland), và cháu gái của William IV, Nữ vương Victoria, người đã kế vị ông vì William IV không để lại hậu duệ hợp pháp nào.
Alexandra được rửa tội tại Nhà nguyện Vương thất, Cung điện Thánh James vào ngày 29 tháng 6 năm 1891 bởi Tổng giám mục Canterbury, Edward White Benson. Cha mẹ đỡ đầu của Alexandra là Nữ vương Victoria, Thân vương và Thân vương phi xứ Wales.

## Vương tôn nữ Alexandra
Vào ngày 9 tháng 11 năm 1905, Edward VII phong cho trưởng nữ của mình tước hiệu Vương nữ Vương thất. Ông còn ra lệnh cho Garter King of Arms đăng công báo tuyên bố Công nữ Alexandra Duff và em gái là Công nữ Maud Duff được hưởng kính xưng Điện hạ cùng với danh hiệu Vương tôn nữ được đặt trước tên thánh của hai chị em và có quyền ưu tiên chỉ sau các thành viên của Vương thất Anh có kính xưng Điện hạ Vương gia (Royal Highness). Kể từ thời điểm đó, Alexandra được gọi là Vương tôn nữ Alexandra Điện hạ theo sắc lệnh của Edward VII, thay vì là Công nữ Alexandra Duff theo địa vị con gái của một Công tước quý tộc Anh.
Khoảng năm 1910, Alexandra bí mật đính hôn với Christophoros của Hy Lạp và Đan Mạch, con trai của Georgios I của Hy Lạp. Tuy nhiên, hôn ước của hai người đã bị chấm dứt khi cha mẹ đôi bên biết về mối quan hệ này.

## Kết hôn

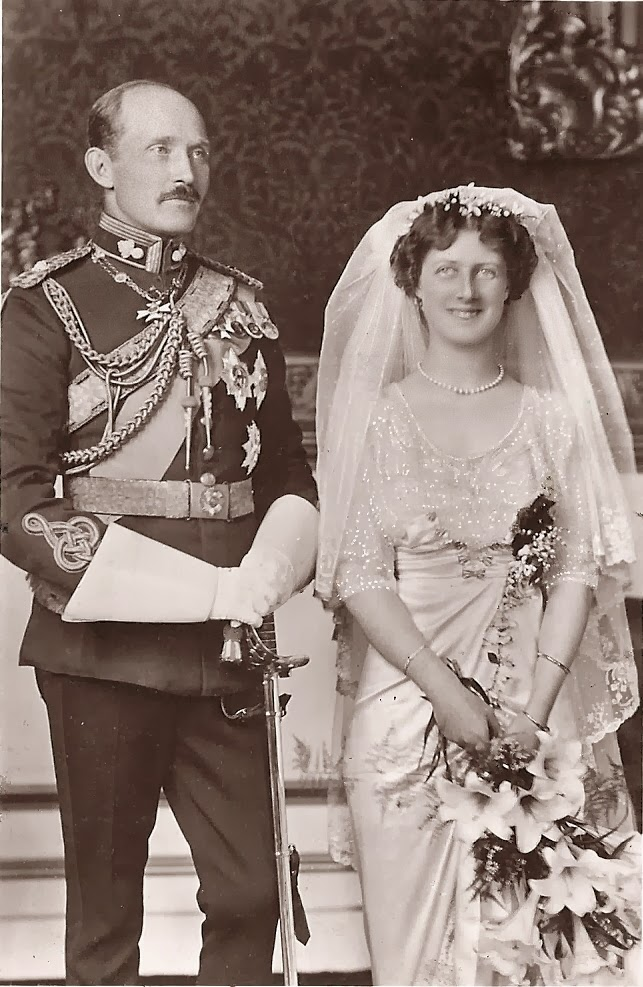
Vương tôn Arthur xứ Connaught và Vương tôn nữ Alexandra, Nữ Công tước xứ Fife trong ngày cưới.

Vào ngày 15 tháng 10 năm 1913, Vương tôn nữ Alexandra kết hôn với người cậu họ, Arthur xứ Connaught tại Chapel Royal, Cung điện St. James, Luân Đôn.
Những phù dâu bao gồm:

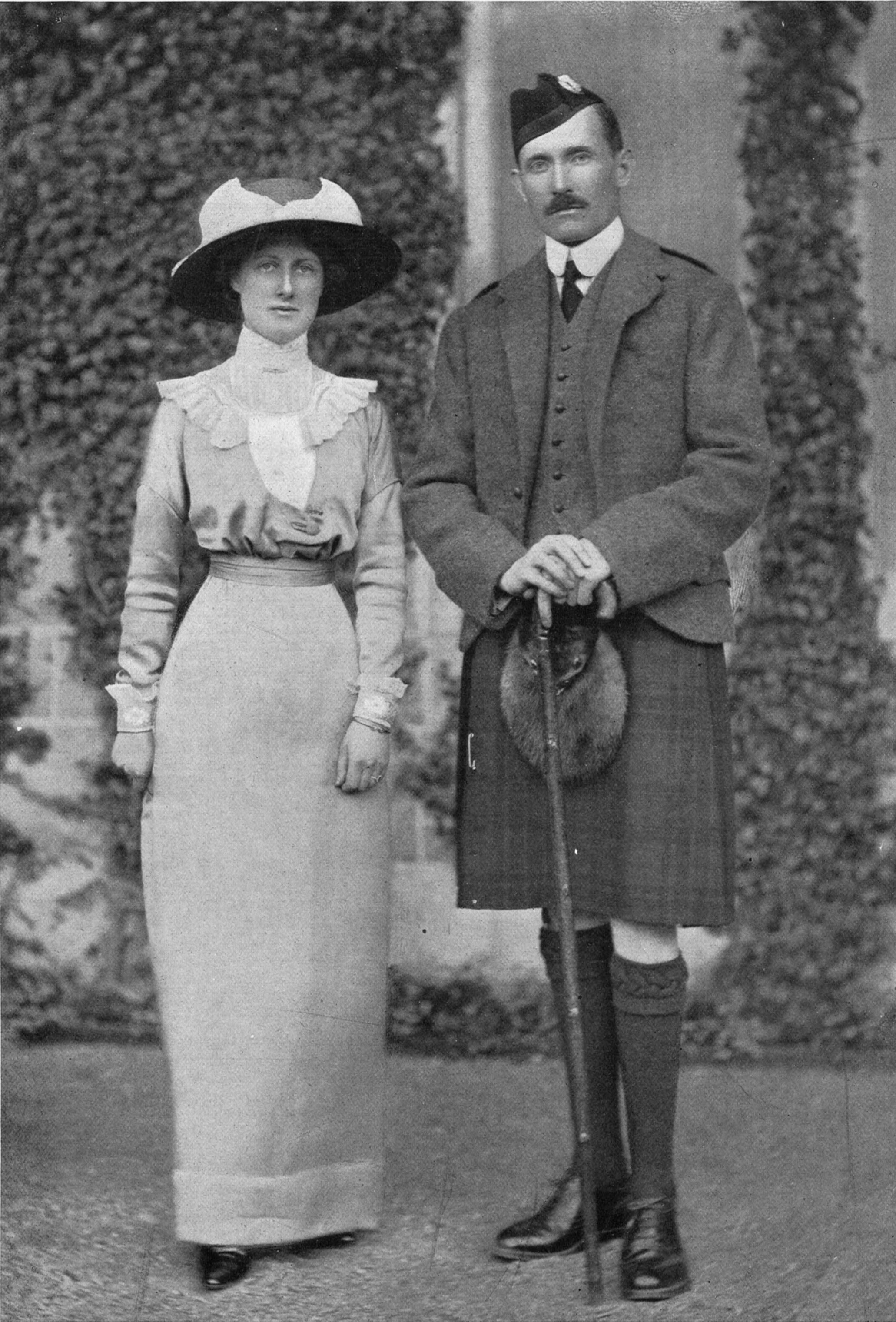
Alexandra và Arthur vào thời điểm đính hôn, ảnh chụp năm 1913

- Vương tôn nữ Maud, em gái của cô dâu.
- Vương nữ Mary của Liên hiệp Anh, chị họ của cô dâu và là con gái của Vua George V.
- Công nữ Mary và Helena xứ Teck, con gái của Adolphus, Công tước xứ Teck (em trai của Vương hậu Mary).
- Công tôn nữ May xứ Teck, em họ đời thứ hai bên ngoại của cô dâu và là con gái của Công tử Alexander xứ Teck (em trai của Vương hậu Mary) và Vương tôn nữ Alice xứ Albany .

Cha của Vương tôn Arthur xứ Connaught là Công tước xứ Connaught và Strathearn, con trai thứ ba của Nữ vương Victoria và do đó là em trai của ông ngoại Alexandra, Vua Edward VII. Như vậy, Arthur và Alexandra là họ hàng của nhau, cụ thể là cậu cháu họ.

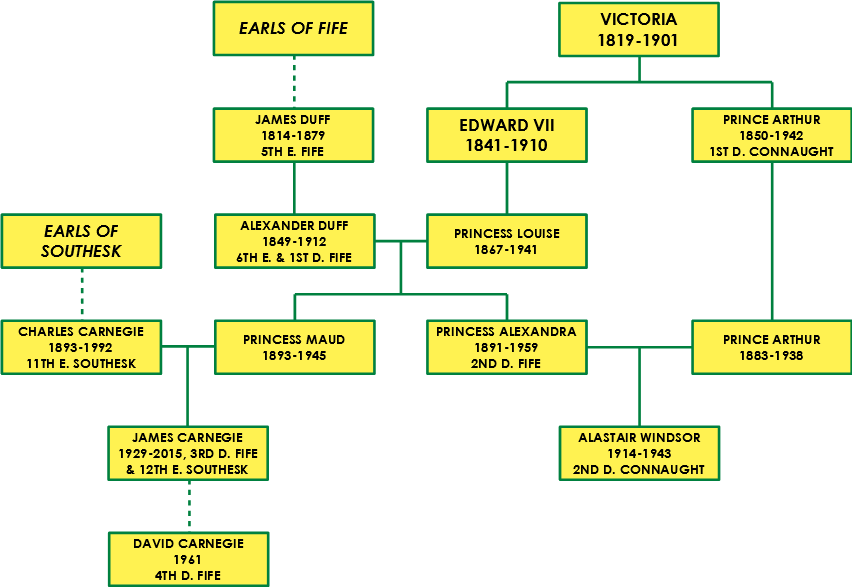
Sơ đồ biểu thị mối quan hệ cậu-cháu họ của Alexandra và Arhur, đồng thời thể hiện các hậu duệ thừa kế tước vị Công tước xứ Fife và Công tước xứ Connaught và Strathearn

Sau khi kết hôn, Alexandra được gọi là [HRH Vương tôn phi Arthur xứ Connaught], theo truyền thống rằng người vợ thường sẽ được gọi theo danh hiệu và kính xưng của chồng nếu người chồng có tước vị đăng đối với người vợ.
Cùng với chồng, Vương tôn nữ Alexandra cũng thực hiện các nhiệm vụ vương thất thay mặt cho cậu là Vua George V, và sau đó là cho em họ là George VI. Alexandra cũng từng là Cố vấn Nhà nước từ năm 1937 đến 1944.

## Sự nghiệp điều dưỡng
Chiến tranh thế giới thứ nhất đã mang đến cho Alexandra cơ hội theo đuổi công việc y tá mà sau đó cô đã rất thành công. Năm 1915, Alexandra đã gia nhập đội ngũ nhân viên của Bệnh viện St. Mary, Paddington, với tư cách là y tá toàn thời gian và làm việc cho đến khi đình chiến. Sau chiến tranh, Alexandra tiếp tục được đào tạo tại St. Mary's, trở thành y tá của tiểu bang vào năm 1919 và được trao giải nhất cho bài báo về chứng sản giật. Cô cũng phục vụ tại Bệnh viện Queen Charlotte, nơi cô chuyên về phụ khoa và nhận được bằng khen. Trong suốt những năm này, Vương tôn nữ ngày càng gây ấn tượng với cấp trên bởi kỹ năng kỹ thuật và hiệu quả thực tế của mình.

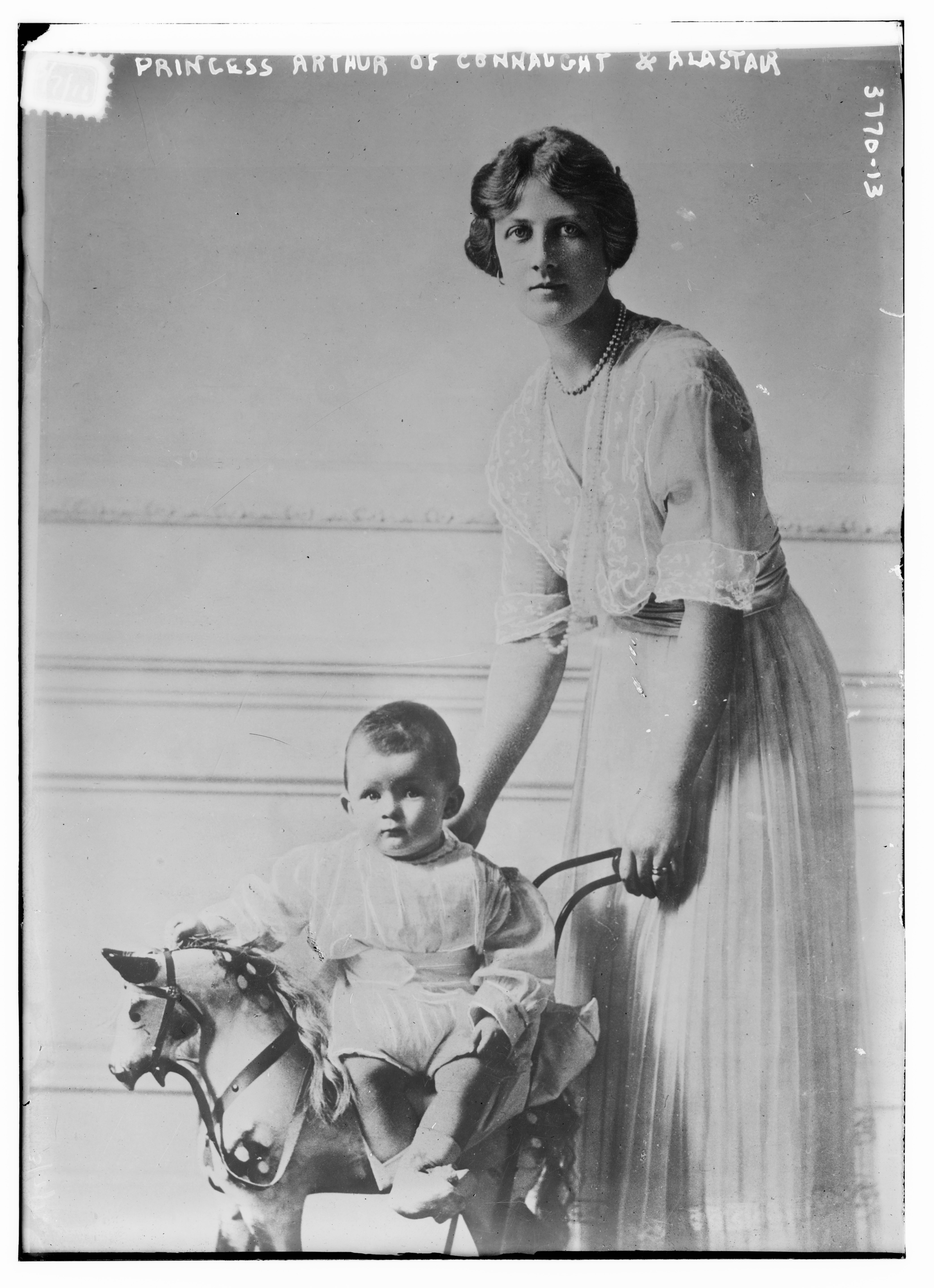
Vương tôn nữ Alexandra và con trai duy nhất, Alastair Windsor

Khi chồng của Alexandra được bổ nhiệm làm toàn quyền của Liên hiệp Nam Phi, Vương tôn nữ Alexandra đã tán thành và chia sẻ sự nổi tiếng của ông. Sự khéo léo và thân thiện của Alexandra đã khiến cô ấy có nhiều bạn bè trong số những người Nam Phi, những người cũng rất ngưỡng mộ sự quan tâm mà cô ấy thể hiện đối với các bệnh viện, phúc lợi trẻ em và công việc hộ sinh trên khắp Liên minh. Đối với những chủ đề này, Alexandra đã mang đến kiến thức và kinh nghiệm cá nhân đặc biệt của mình, giúp cô ấy đưa ra nhiều đề xuất hiệu quả và có giá trị.
Khi trở lại Luân Đôn vào năm 1923, Alexandra tiếp tục công việc y tá của mình tại Bệnh viện Đại học Cao đẳng, nơi Vương tôn nữ được biết đến với cái tên Y tá Marjorie, và sau đó là tại Bệnh viện Charing Cross. Vào thời điểm này, Alexandra đang chuyên về phẫu thuật, chứng tỏ mình là một y tá phòng mổ có năng lực, đáng tin cậy và điềm đạm, người có khả năng tự mình thực hiện các ca phẫu thuật nhỏ và hướng dẫn đàn em thực hiện nhiệm vụ. Những đóng góp của Alexandra cho ngành y tá đã được công nhận vào tháng 7 năm 1925, khi Alexandra được George V trao tặng huy hiệu của Hội Chữ thập đỏ Vương thất.

Sự bùng nổ của Chiến tranh thế giới thứ hai vào năm 1939 đã tạo điều kiện cho Vương tôn nữ Alexandra tiếp tục phát huy khả năng điều dưỡng của mình. Cô từ chối lời đề nghị đảm nhận vị trí giám đốc của một bệnh viện trong nước, muốn trở thành người phụ trách trạm xử lý thương vong của Bệnh viện Đa khoa Thứ hai của Luân Đôn. Ngay sau đó, Alexandra ấy đã mở Viện dưỡng lão Fife ở Phố Bentinck do chính cô ấy trang bị, tài trợ và quản lý với tư cách là người bảo trợ trong mười năm với năng lực tuyệt vời.

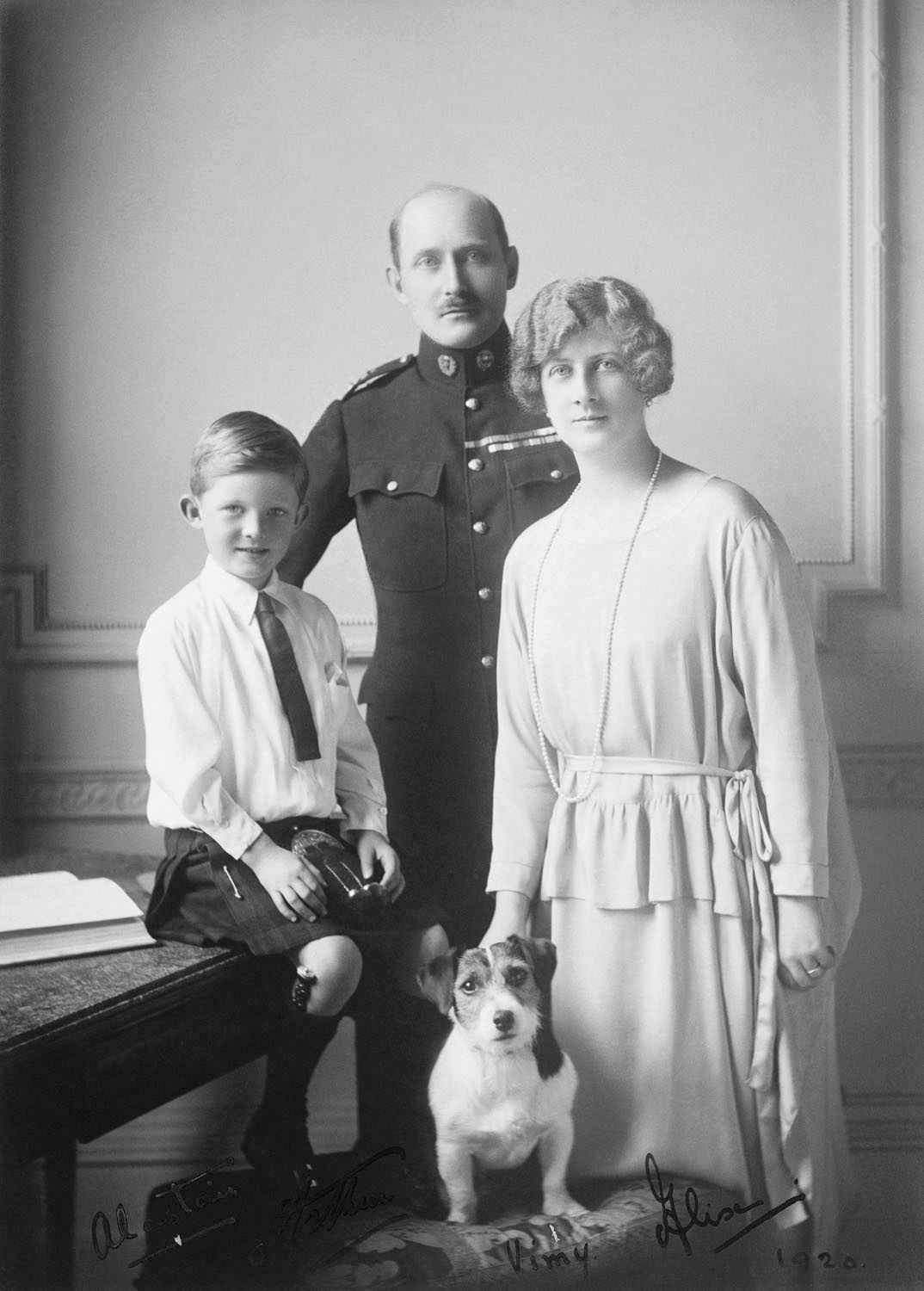
Vương tôn và Vương tôn phi Arthur xứ Connaught và con trai duy nhất của 2 người, Alastair Windsor, Bá tước Macduff (sau là Công tước thứ 2 xứ Connaught và Strathearn). Ảnh chụp năm 1920

## Cuộc sống sau này và qua đời

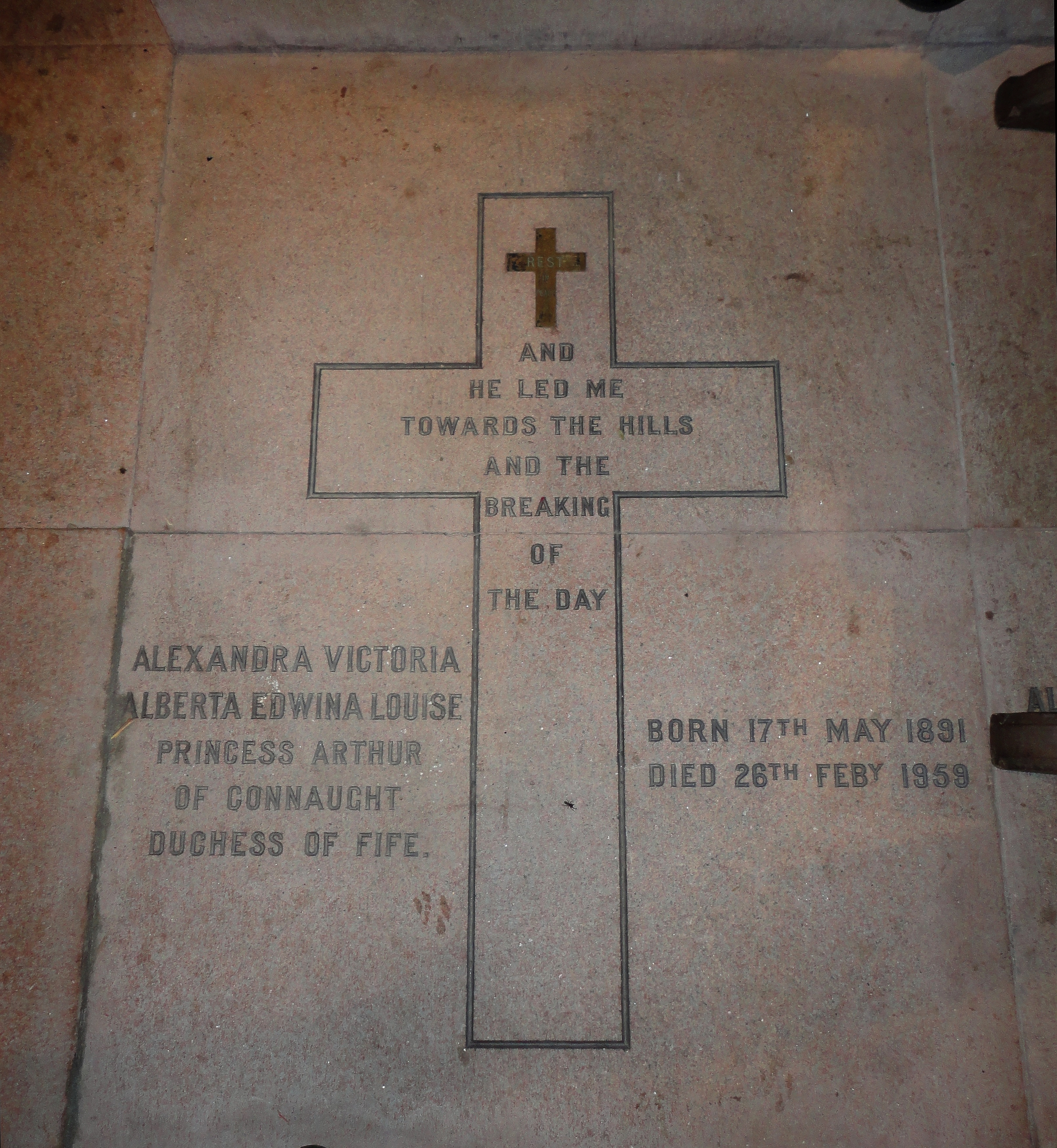
Braemar, Mar Lodge Estate, Nhà nguyện St Ninian – Mộ của Nữ công tước thứ 2 xứ Fife (1891–1959)

Đầu năm 1938, chồng của Alexandra, Vương tôn Arthur của Connaught được chẩn đoán mắc bệnh ung thư dạ dày và bệnh tình bắt đầu trở nặng vào tháng 9 cùng năm. Rạng sáng ngày 12 tháng 9 năm 1938, Vương tôn Arthur qua đời trong giấc ngủ.
Vào ngày 26 tháng 4 năm 1943, người con con duy nhất của Alexandra, Alastair Windsor, Công tước xứ Connaught và Strathearn, đột ngột qua đời khi đang ở Rideau Hall, Canada.
Năm 1949, căn bệnh viêm đa khớp dạng thấp mà Vương tôn nữ Alexandra đã mắc phải trong nhiều năm đã khiến Alexandra bị tàn tật hoàn toàn và buộc phải đóng cửa viện dưỡng lão. Vương tôn nữ lui về ngôi nhà ở Luân Đôn - 64 Avenue Road, St John's Wood, Luân Đôn gần Regent's Park, nơi Alexandra viết tờ báo tư nhân hai câu chuyện tự truyện theo phong cách sống động và thú vị: A Nurse's Story (1955) và Egypt and Khartoum (1956), khi mà Alexandra đã mô tả bằng hình ảnh về vụ đắm tàu SS Delhi khi con tàu bị mắc cạn trong sương mù và biển động vào năm 1911 - Vương tôn nữ Alexandra, em gái Maud và mẹ là Vương nữ Louise suýt chết và cha Alexandra, Alexander Duff, Công tước thứ 1 xứ Fife, sau đó đã qua đời. Alexandra qua đời tại nhà vào ngày 26 tháng 2 năm 1959 khi còn đang viết dở dang một quyển sách về trò chơi săn bắn lớn ở Nam Phi.
Theo yêu cầu đặc biệt của mình, Alexandra đã được hỏa táng và tro cốt của Vương tôn nữ được đặt trong Nhà nguyện St Ninian, Braemar, trong khu đất Mar Lodge . Di chúc của Alexandra đã được niêm phong tại Luân Đôn sau khi Vương tôn nữ qua đời vào năm 1959. Tài sản của Alexandra được định giá 86.217 bảng Anh (tương đương 1,4 triệu bảng Anh vào năm 2022 khi được điều chỉnh theo lạm phát).

## Danh hiệu và tước vị

### Danh hiệu và kính xưng
- 17 tháng 5 năm 1891 – 9 tháng 11 năm 1905: Lady Alexandra Duff (Công nữ Alexandra Duff)
- 9 tháng 11 năm 1905 – 29 tháng 1 năm 1912: Her Highness Princess Alexandra (Vương tôn nữ Alexandra Điện hạ)[12]
- 29 tháng 1 năm 1912 – 15 tháng 10 năm 1913: Her Highness Princess Alexandra, Duchess of Fife (Vương tôn nữ Alexandra, Nữ Công tước xứ Fife Điện hạ)
- 15 tháng 10 năm 1913 – 26 tháng 2 năm 1959: Her Royal Highness Princess Arthur of Connaught, Duchess of Fife (Vương tôn phi Arthur xứ Connaught, Nữ Công tước xứ Fife Điện hạ)

Mặc dù thực tế là Alexandra và em gái Maud không phải là con gái của một công tước vương thất nhưng đôi khi hai chị em được gọi một cách không chính thức với hậu tố chỉ định lãnh thổ là xứ Fife nhưng trong các tài liệu chính thức, cho đến khi kết hôn, Alexandra và Maud luôn được gọi là Vương tôn nữ Alexandra hoặc Maud Điện hạ mà không có chỉ định lãnh thổ "xứ Fife".
Ngoài ra, trong Công báo Luân Đôn ngày 22 tháng 6 năm 1943, Alexandra được đề cập là Her Royal Highness Princess Alexandra Victoria Alberta Edwina Louise Duchess of Fife (Princess Arthur of Connaught)  (Vương tôn nữ Alexandra Victoria Alberta Edwina Louise, Nữ Công tước xứ Fife Vương gia Điện hạ) (Vương tôn phi Arthur xứ Connaught))

### Huân chương
- Hội Chữ thập Đỏ Vương thất
- Dame Grand Cross of the Most Venerable Order of St John of Jerusalem (được nâng lên từ Dame of Justice)
- Huân chương Vương thất của Quốc vương Edward VII
- Huân chương Vương thất của Quốc vương George V

#### Các huy hiệu quân sự danh dự
- Đại tá, Quân đội Vương thất Pay Corps

#### Bổ nhiệm chính trị
- Cố vấn Nhà nước (1944)

### Vương huy
| Vương gia huy của Vương tôn nữ Alexandra, Nữ Công tước thứ 2 xứ Fife |

## Gia phả
| \| \| \| \| \| \| \| \| \| \| \| \| \| \| \| \| \| \| \| \| 16. Edward của Liên hiệp Anh và Hannover \| \| \| \| \| \| \| \| \| \| \| \| \| \| \| \| \| \| \| \| \| \| \| \| \| \| \| \| \| \| \| \| \| \| \| \| \| \| \| \| \| \| \| \| \| \| \| \| \| \| \| \| \| \| 8. Victoria I của Liên hiệp Anh \| \| \| \| \| \| \| \| \| \| \| \| \| \| \| \| \| \| \| \| \| \| \| \| \| \| \| \| \| \| \| \| \| \| \| \| \| \| \| \| \| \| \| \| \| \| \| \| \| \| \| \| \| \| 17. Victoire xứ Sachsen-Coburg-Saalfeld \| \| \| \| \| \| \| \| \| \| \| \| \| \| \| \| \| \| \| \| \| \| \| \| \| \| \| \| \| \| \| \| \| \| \| \| \| \| \| \| \| \| \| \| \| \| \| \| \| \| \| \| \| \| 4. Edward VII của Liên hiệp Anh \| \| \| \| \| \| \| \| \| \| \| \| \| \| \| \| \| \| \| \| \| \| \| \| \| \| \| \| \| \| \| \| \| \| \| \| \| \| \| \| \| \| \| \| \| \| \| \| \| \| \| \| \| \| 18. Ernst I xứ Sachsen-Coburg và Gotha \| \| \| \| \| \| \| \| \| \| \| \| \| \| \| \| \| \| \| \| \| \| \| \| \| \| \| \| \| \| \| \| \| \| \| \| \| \| \| \| \| \| \| \| \| \| \| \| \| \| \| \| \| \| 9. Albrecht xứ Sachsen-Coburg và Gotha \| \| \| \| \| \| \| \| \| \| \| \| \| \| \| \| \| \| \| \| \| \| \| \| \| \| \| \| \| \| \| \| \| \| \| \| \| \| \| \| \| \| \| \| \| \| \| \| \| \| \| \| \| \| 19. Luise Pauline xứ Sachsen-Gotha-Altenburg \| \| \| \| \| \| \| \| \| \| \| \| \| \| \| \| \| \| \| \| \| \| \| \| \| \| \| \| \| \| \| \| \| \| \| \| \| \| \| \| \| \| \| \| \| \| \| \| \| \| \| \| \| \| 2. Louise Victoria của Liên hiệp Anh \| \| \| \| \| \| \| \| \| \| \| \| \| \| \| \| \| \| \| \| \| \| \| \| \| \| \| \| \| \| \| \| \| \| \| \| \| \| \| \| \| \| \| \| \| \| \| \| \| \| \| \| \| \| 20. Friedrich Wilhelm I xứ Schleswig-Holstein-Sonderburg-Glücksburg \| \| \| \| \| \| \| \| \| \| \| \| \| \| \| \| \| \| \| \| \| \| \| \| \| \| \| \| \| \| \| \| \| \| \| \| \| \| \| \| \| \| \| \| \| \| \| \| \| \| \| \| \| \| 10. Christian IX của Đan Mạch \| \| \| \| \| \| \| \| \| \| \| \| \| \| \| \| \| \| \| \| \| \| \| \| \| \| \| \| \| \| \| \| \| \| \| \| \| \| \| \| \| \| \| \| \| \| \| \| \| \| \| \| \| \| 21. Luise Karoline xứ Hessen-Kassel \| \| \| \| \| \| \| \| \| \| \| \| \| \| \| \| \| \| \| \| \| \| \| \| \| \| \| \| \| \| \| \| \| \| \| \| \| \| \| \| \| \| \| \| \| \| \| \| \| \| \| \| \| \| 5. Alexandra của Đan Mạch \| \| \| \| \| \| \| \| \| \| \| \| \| \| \| \| \| \| \| \| \| \| \| \| \| \| \| \| \| \| \| \| \| \| \| \| \| \| \| \| \| \| \| \| \| \| \| \| \| \| \| \| \| \| 22. Wilhelm xứ Hessen-Kassel \| \| \| \| \| \| \| \| \| \| \| \| \| \| \| \| \| \| \| \| \| \| \| \| \| \| \| \| \| \| \| \| \| \| \| \| \| \| \| \| \| \| \| \| \| \| \| \| \| \| \| \| \| \| 11. Louise của Hessen-Kassel \| \| \| \| \| \| \| \| \| \| \| \| \| \| \| \| \| \| \| \| \| \| \| \| \| \| \| \| \| \| \| \| \| \| \| \| \| \| \| \| \| \| \| \| \| \| \| \| \| \| \| \| \| \| 23. Charlotte của Đan Mạch \| \| \| \| \| \| \| \| \| \| \| \| \| \| \| \| \| \| \| \| \| \| \| \| \| \| \| \| \| \| \| \| \| \| \| \| \| \| \| \| \| \| \| \| \| \| \| \| \| \| \| \| \| \| 1. Vương tôn nữ Alexandra Duff \| \| \| \| \| \| \| \| \| \| \| \| \| \| \| \| \| \| \| \| \| \| \| \| \| \| \| \| \| \| \| \| \| \| \| \| \| \| \| \| \| \| \| \| \| \| \| \| \| \| \| \| \| \| 24. Alexander Duff, Bá tước Fife thứ 3 \| \| \| \| \| \| \| \| \| \| \| \| \| \| \| \| \| \| \| \| \| \| \| \| \| \| \| \| \| \| \| \| \| \| \| \| \| \| \| \| \| \| \| \| \| \| \| \| \| \| \| \| \| \| 12. Alexander Duff \| \| \| \| \| \| \| \| \| \| \| \| \| \| \| \| \| \| \| \| \| \| \| \| \| \| \| \| \| \| \| \| \| \| \| \| \| \| \| \| \| \| \| \| \| \| \| \| \| \| \| \| \| \| 25. Mary Skene \| \| \| \| \| \| \| \| \| \| \| \| \| \| \| \| \| \| \| \| \| \| \| \| \| \| \| \| \| \| \| \| \| \| \| \| \| \| \| \| \| \| \| \| \| \| \| \| \| \| \| \| \| \| 6. James Duff, Bá tước Fife thứ 5 \| \| \| \| \| \| \| \| \| \| \| \| \| \| \| \| \| \| \| \| \| \| \| \| \| \| \| \| \| \| \| \| \| \| \| \| \| \| \| \| \| \| \| \| \| \| \| \| \| \| \| \| \| \| 26. James Stein xứ Kilbogie \| \| \| \| \| \| \| \| \| \| \| \| \| \| \| \| \| \| \| \| \| \| \| \| \| \| \| \| \| \| \| \| \| \| \| \| \| \| \| \| \| \| \| \| \| \| \| \| \| \| \| \| \| \| 13. Anne Stein \| \| \| \| \| \| \| \| \| \| \| \| \| \| \| \| \| \| \| \| \| \| \| \| \| \| \| \| \| \| \| \| \| \| \| \| \| \| \| \| \| \| \| \| \| \| \| \| \| \| \| \| \| \| 27. Catherine Buchanan \| \| \| \| \| \| \| \| \| \| \| \| \| \| \| \| \| \| \| \| \| \| \| \| \| \| \| \| \| \| \| \| \| \| \| \| \| \| \| \| \| \| \| \| \| \| \| \| \| \| \| \| \| \| 3. Alexander Duff, Công tước thứ 1 xứ Fife \| \| \| \| \| \| \| \| \| \| \| \| \| \| \| \| \| \| \| \| \| \| \| \| \| \| \| \| \| \| \| \| \| \| \| \| \| \| \| \| \| \| \| \| \| \| \| \| \| \| \| \| \| \| 28. William Hay, Bá tước thứ 17 xứ Erroll \| \| \| \| \| \| \| \| \| \| \| \| \| \| \| \| \| \| \| \| \| \| \| \| \| \| \| \| \| \| \| \| \| \| \| \| \| \| \| \| \| \| \| \| \| \| \| \| \| \| \| \| \| \| 14. William Hay, Bá tước thứ 18 xứ Erroll \| \| \| \| \| \| \| \| \| \| \| \| \| \| \| \| \| \| \| \| \| \| \| \| \| \| \| \| \| \| \| \| \| \| \| \| \| \| \| \| \| \| \| \| \| \| \| \| \| \| \| \| \| \| 29. Alicia Eliot \| \| \| \| \| \| \| \| \| \| \| \| \| \| \| \| \| \| \| \| \| \| \| \| \| \| \| \| \| \| \| \| \| \| \| \| \| \| \| \| \| \| \| \| \| \| \| \| \| \| \| \| \| \| 7. Agnes Hay \| \| \| \| \| \| \| \| \| \| \| \| \| \| \| \| \| \| \| \| \| \| \| \| \| \| \| \| \| \| \| \| \| \| \| \| \| \| \| \| \| \| \| \| \| \| \| \| \| \| \| \| \| \| 30. William IV của Liên hiệp Anh \| \| \| \| \| \| \| \| \| \| \| \| \| \| \| \| \| \| \| \| \| \| \| \| \| \| \| \| \| \| \| \| \| \| \| \| \| \| \| \| \| \| \| \| \| \| \| \| \| \| \| \| \| \| 15. Elizabeth FitzClarence \| \| \| \| \| \| \| \| \| \| \| \| \| \| \| \| \| \| \| \| \| \| \| \| \| \| \| \| \| \| \| \| \| \| \| \| \| \| \| \| \| \| \| \| \| \| \| \| \| \| \| \| \| \| 31. Dorothea Bland \| \| \| \| \| \| \| \| \| \| \| \| \| \| \| \| \| \| \| \| \| \| \| \| \| \| \| \| \| \| \| \| \| \| \| \| \| \| \| \| \| \| \| \| \| \| \| \| \| \| \| \| |                                                                     |  |  |  |  |  |  |  |  |  |  |  |  |  |  |  |
| |                                                                     |  |  |  |  |  |  |  |  |  |  |  |  |  |  |  |
| | 16. Edward của Liên hiệp Anh và Hannover                            |  |  |  |  |  |  |  |  |  |  |  |  |  |  |  |
| |                                                                     |  |  |  |  |  |  |  |  |  |  |  |  |  |  |  |
| |                                                                     |  |  |  |  |  |  |  |  |  |  |  |  |  |  |  |
| | 8. Victoria I của Liên hiệp Anh                                     |  |  |  |  |  |  |  |  |  |  |  |  |  |  |  |
| |                                                                     |  |  |  |  |  |  |  |  |  |  |  |  |  |  |  |
| |                                                                     |  |  |  |  |  |  |  |  |  |  |  |  |  |  |  |
| | 17. Victoire xứ Sachsen-Coburg-Saalfeld                             |  |  |  |  |  |  |  |  |  |  |  |  |  |  |  |
| |                                                                     |  |  |  |  |  |  |  |  |  |  |  |  |  |  |  |
| |                                                                     |  |  |  |  |  |  |  |  |  |  |  |  |  |  |  |
| | 4. Edward VII của Liên hiệp Anh                                     |  |  |  |  |  |  |  |  |  |  |  |  |  |  |  |
| |                                                                     |  |  |  |  |  |  |  |  |  |  |  |  |  |  |  |
| |                                                                     |  |  |  |  |  |  |  |  |  |  |  |  |  |  |  |
| | 18. Ernst I xứ Sachsen-Coburg và Gotha                              |  |  |  |  |  |  |  |  |  |  |  |  |  |  |  |
| |                                                                     |  |  |  |  |  |  |  |  |  |  |  |  |  |  |  |
| |                                                                     |  |  |  |  |  |  |  |  |  |  |  |  |  |  |  |
| | 9. Albrecht xứ Sachsen-Coburg và Gotha                              |  |  |  |  |  |  |  |  |  |  |  |  |  |  |  |
| |                                                                     |  |  |  |  |  |  |  |  |  |  |  |  |  |  |  |
| |                                                                     |  |  |  |  |  |  |  |  |  |  |  |  |  |  |  |
| | 19. Luise Pauline xứ Sachsen-Gotha-Altenburg                        |  |  |  |  |  |  |  |  |  |  |  |  |  |  |  |
| |                                                                     |  |  |  |  |  |  |  |  |  |  |  |  |  |  |  |
| |                                                                     |  |  |  |  |  |  |  |  |  |  |  |  |  |  |  |
| | 2. Louise Victoria của Liên hiệp Anh                                |  |  |  |  |  |  |  |  |  |  |  |  |  |  |  |
| |                                                                     |  |  |  |  |  |  |  |  |  |  |  |  |  |  |  |
| |                                                                     |  |  |  |  |  |  |  |  |  |  |  |  |  |  |  |
| | 20. Friedrich Wilhelm I xứ Schleswig-Holstein-Sonderburg-Glücksburg |  |  |  |  |  |  |  |  |  |  |  |  |  |  |  |
| |                                                                     |  |  |  |  |  |  |  |  |  |  |  |  |  |  |  |
| |                                                                     |  |  |  |  |  |  |  |  |  |  |  |  |  |  |  |
| | 10. Christian IX của Đan Mạch                                       |  |  |  |  |  |  |  |  |  |  |  |  |  |  |  |
| |                                                                     |  |  |  |  |  |  |  |  |  |  |  |  |  |  |  |
| |                                                                     |  |  |  |  |  |  |  |  |  |  |  |  |  |  |  |
| | 21. Luise Karoline xứ Hessen-Kassel                                 |  |  |  |  |  |  |  |  |  |  |  |  |  |  |  |
| |                                                                     |  |  |  |  |  |  |  |  |  |  |  |  |  |  |  |
| |                                                                     |  |  |  |  |  |  |  |  |  |  |  |  |  |  |  |
| | 5. Alexandra của Đan Mạch                                           |  |  |  |  |  |  |  |  |  |  |  |  |  |  |  |
| |                                                                     |  |  |  |  |  |  |  |  |  |  |  |  |  |  |  |
| |                                                                     |  |  |  |  |  |  |  |  |  |  |  |  |  |  |  |
| | 22. Wilhelm xứ Hessen-Kassel                                        |  |  |  |  |  |  |  |  |  |  |  |  |  |  |  |
| |                                                                     |  |  |  |  |  |  |  |  |  |  |  |  |  |  |  |
| |                                                                     |  |  |  |  |  |  |  |  |  |  |  |  |  |  |  |
| | 11. Louise của Hessen-Kassel                                        |  |  |  |  |  |  |  |  |  |  |  |  |  |  |  |
| |                                                                     |  |  |  |  |  |  |  |  |  |  |  |  |  |  |  |
| |                                                                     |  |  |  |  |  |  |  |  |  |  |  |  |  |  |  |
| | 23. Charlotte của Đan Mạch                                          |  |  |  |  |  |  |  |  |  |  |  |  |  |  |  |
| |                                                                     |  |  |  |  |  |  |  |  |  |  |  |  |  |  |  |
| |                                                                     |  |  |  |  |  |  |  |  |  |  |  |  |  |  |  |
| | 1. Vương tôn nữ Alexandra Duff                                      |  |  |  |  |  |  |  |  |  |  |  |  |  |  |  |
| |                                                                     |  |  |  |  |  |  |  |  |  |  |  |  |  |  |  |
| |                                                                     |  |  |  |  |  |  |  |  |  |  |  |  |  |  |  |
| | 24. Alexander Duff, Bá tước Fife thứ 3                              |  |  |  |  |  |  |  |  |  |  |  |  |  |  |  |
| |                                                                     |  |  |  |  |  |  |  |  |  |  |  |  |  |  |  |
| |                                                                     |  |  |  |  |  |  |  |  |  |  |  |  |  |  |  |
| | 12. Alexander Duff                                                  |  |  |  |  |  |  |  |  |  |  |  |  |  |  |  |
| |                                                                     |  |  |  |  |  |  |  |  |  |  |  |  |  |  |  |
| |                                                                     |  |  |  |  |  |  |  |  |  |  |  |  |  |  |  |
| | 25. Mary Skene                                                      |  |  |  |  |  |  |  |  |  |  |  |  |  |  |  |
| |                                                                     |  |  |  |  |  |  |  |  |  |  |  |  |  |  |  |
| |                                                                     |  |  |  |  |  |  |  |  |  |  |  |  |  |  |  |
| | 6. James Duff, Bá tước Fife thứ 5                                   |  |  |  |  |  |  |  |  |  |  |  |  |  |  |  |
| |                                                                     |  |  |  |  |  |  |  |  |  |  |  |  |  |  |  |
| |                                                                     |  |  |  |  |  |  |  |  |  |  |  |  |  |  |  |
| | 26. James Stein xứ Kilbogie                                         |  |  |  |  |  |  |  |  |  |  |  |  |  |  |  |
| |                                                                     |  |  |  |  |  |  |  |  |  |  |  |  |  |  |  |
| |                                                                     |  |  |  |  |  |  |  |  |  |  |  |  |  |  |  |
| | 13. Anne Stein                                                      |  |  |  |  |  |  |  |  |  |  |  |  |  |  |  |
| |                                                                     |  |  |  |  |  |  |  |  |  |  |  |  |  |  |  |
| |                                                                     |  |  |  |  |  |  |  |  |  |  |  |  |  |  |  |
| | 27. Catherine Buchanan                                              |  |  |  |  |  |  |  |  |  |  |  |  |  |  |  |
| |                                                                     |  |  |  |  |  |  |  |  |  |  |  |  |  |  |  |
| |                                                                     |  |  |  |  |  |  |  |  |  |  |  |  |  |  |  |
| | 3. Alexander Duff, Công tước thứ 1 xứ Fife                          |  |  |  |  |  |  |  |  |  |  |  |  |  |  |  |
| |                                                                     |  |  |  |  |  |  |  |  |  |  |  |  |  |  |  |
| |                                                                     |  |  |  |  |  |  |  |  |  |  |  |  |  |  |  |
| | 28. William Hay, Bá tước thứ 17 xứ Erroll                           |  |  |  |  |  |  |  |  |  |  |  |  |  |  |  |
| |                                                                     |  |  |  |  |  |  |  |  |  |  |  |  |  |  |  |
| |                                                                     |  |  |  |  |  |  |  |  |  |  |  |  |  |  |  |
| | 14. William Hay, Bá tước thứ 18 xứ Erroll                           |  |  |  |  |  |  |  |  |  |  |  |  |  |  |  |
| |                                                                     |  |  |  |  |  |  |  |  |  |  |  |  |  |  |  |
| |                                                                     |  |  |  |  |  |  |  |  |  |  |  |  |  |  |  |
| | 29. Alicia Eliot                                                    |  |  |  |  |  |  |  |  |  |  |  |  |  |  |  |
| |                                                                     |  |  |  |  |  |  |  |  |  |  |  |  |  |  |  |
| |                                                                     |  |  |  |  |  |  |  |  |  |  |  |  |  |  |  |
| | 7. Agnes Hay                                                        |  |  |  |  |  |  |  |  |  |  |  |  |  |  |  |
| |                                                                     |  |  |  |  |  |  |  |  |  |  |  |  |  |  |  |
| |                                                                     |  |  |  |  |  |  |  |  |  |  |  |  |  |  |  |
| | 30. William IV của Liên hiệp Anh                                    |  |  |  |  |  |  |  |  |  |  |  |  |  |  |  |
| |                                                                     |  |  |  |  |  |  |  |  |  |  |  |  |  |  |  |
| |                                                                     |  |  |  |  |  |  |  |  |  |  |  |  |  |  |  |
| | 15. Elizabeth FitzClarence                                          |  |  |  |  |  |  |  |  |  |  |  |  |  |  |  |
| |                                                                     |  |  |  |  |  |  |  |  |  |  |  |  |  |  |  |
| |                                                                     |  |  |  |  |  |  |  |  |  |  |  |  |  |  |  |
| | 31. Dorothea Bland                                                  |  |  |  |  |  |  |  |  |  |  |  |  |  |  |  |
| |                                                                     |  |  |  |  |  |  |  |  |  |  |  |  |  |  |  |
| |                                                                     |  |  |  |  |  |  |  |  |  |  |  |  |  |  |  |